# غازانيا
الغازانيا (الاسم العلمي: Gazania) هو جنس نباتي يتبع فصيلة النجمية من رتبة النجميات. والغازانيا هي أحد أنواع النباتات المزهرة التي تتحمل الجفاف. موطنها الأصلي جنوب أفريقيا.
سمي هذا النبات غازانيا لتكريم Theodorus Gaza ثيودوروس غازا (1398-1478) أحد العلماء اليونان الكبار في عصر النهضة.

## الزراعة
تزرع في نوفمبر وأكتوبر تم تنقل الاشتال إلى المكان المناسب من الحديقة عندما يبلغ ارتفاعها 5 – 8 سم .

## التكاثر
تتكاثر الغازانيا بالبذور وهي سريعة النمو.

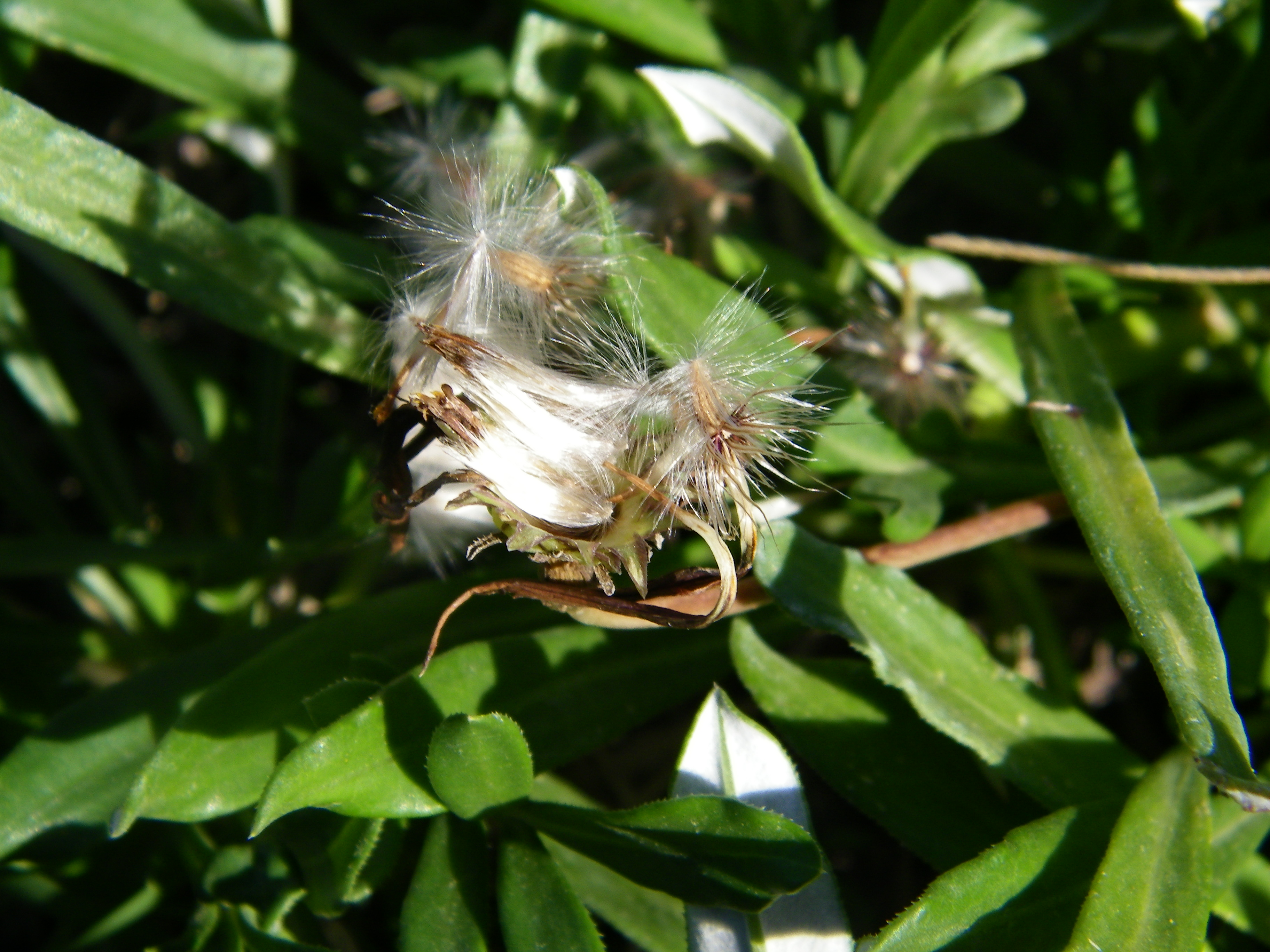
بذور الغازانيا

## أنواع الغازانيا
- غازانيا جامدة (الاسم العلمي: Gazania rigens)
- غازانيا معشوشبة (الاسم العلمي: Gazania caespitosa)
- غازانيا هدبية (الاسم العلمي: Gazania ciliaris)
- غازانيا متغايرة الشعر (الاسم العلمي: Gazania heterochaeta)
- غازانيا جورينية (الاسم العلمي: Gazania jurineifolia)
- غازانيا كربسيانية (الاسم العلمي: Gazania krebsiana)
- غازانيا ناعمة الساق (الاسم العلمي: Gazania leiopoda)
- غازانيا ليشتنشتاين (الاسم العلمي: Gazania lichtensteinii)
- غازانيا خطية (الاسم العلمي: Gazania linearis)
- غازانيا بحرية (الاسم العلمي: Gazania maritima)
- غازانيا أوثنية (الاسم العلمي: Gazania othonnites)
- غازانيا مشطية (الاسم العلمي: Gazania pectinata)
- غازانيا صلبة (الاسم العلمي: Gazania rigida)
- غازانيا شينكي (الاسم العلمي: Gazania schenkii)
- غازانيا منشارية (الاسم العلمي: Gazania serrata)
- غازانيا جميلة (الاسم العلمي: Gazania speciosa)
- غازانيا نحيلة الأوراق (الاسم العلمي: Gazania tenuifolia)
- غازانيا حامية (الاسم العلمي: Gazania thermalis)

## معرض الصور

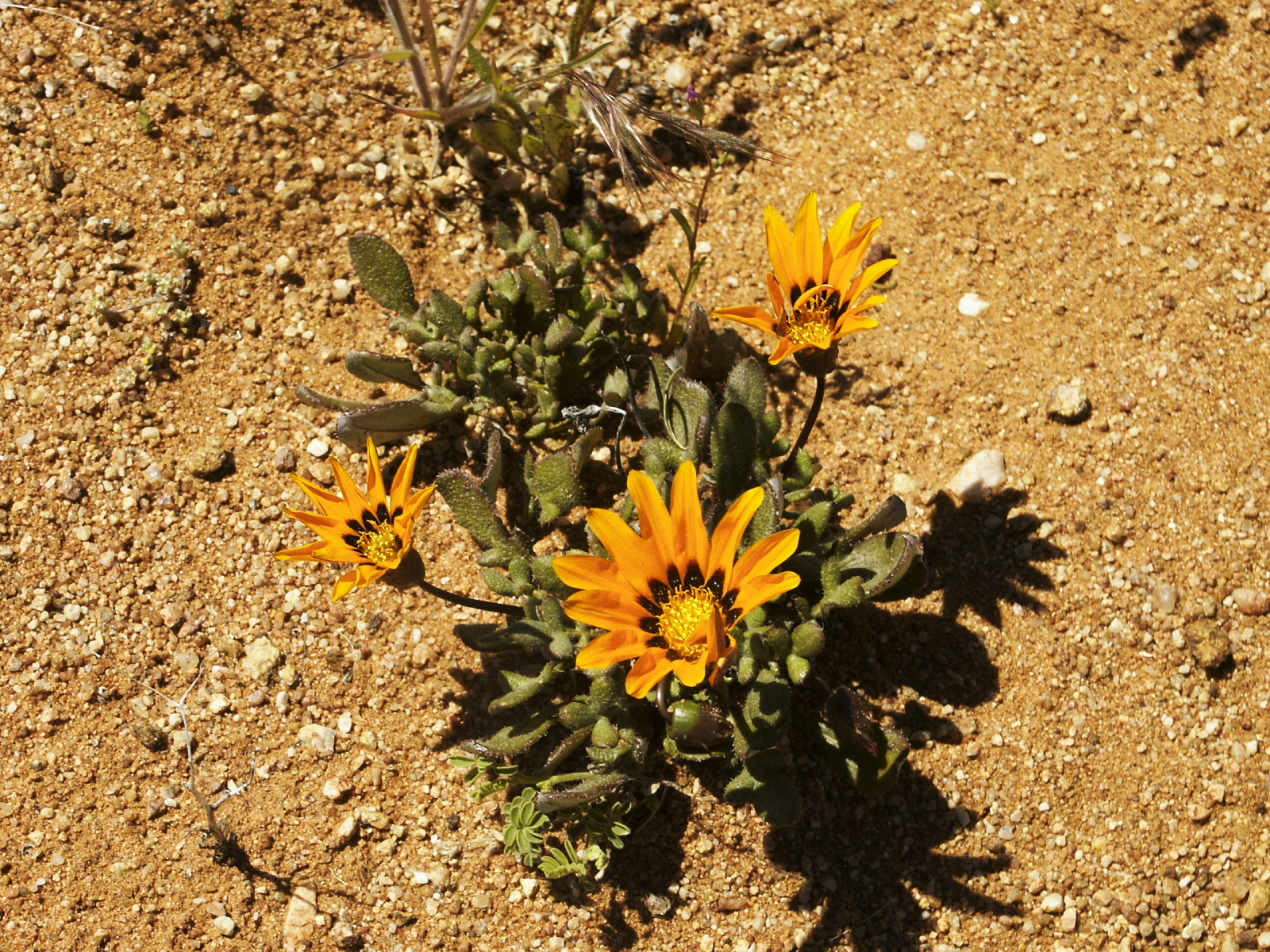
Gazania krebsiana Goegap N.R., Namaqualand, Northern Cape, South Africa
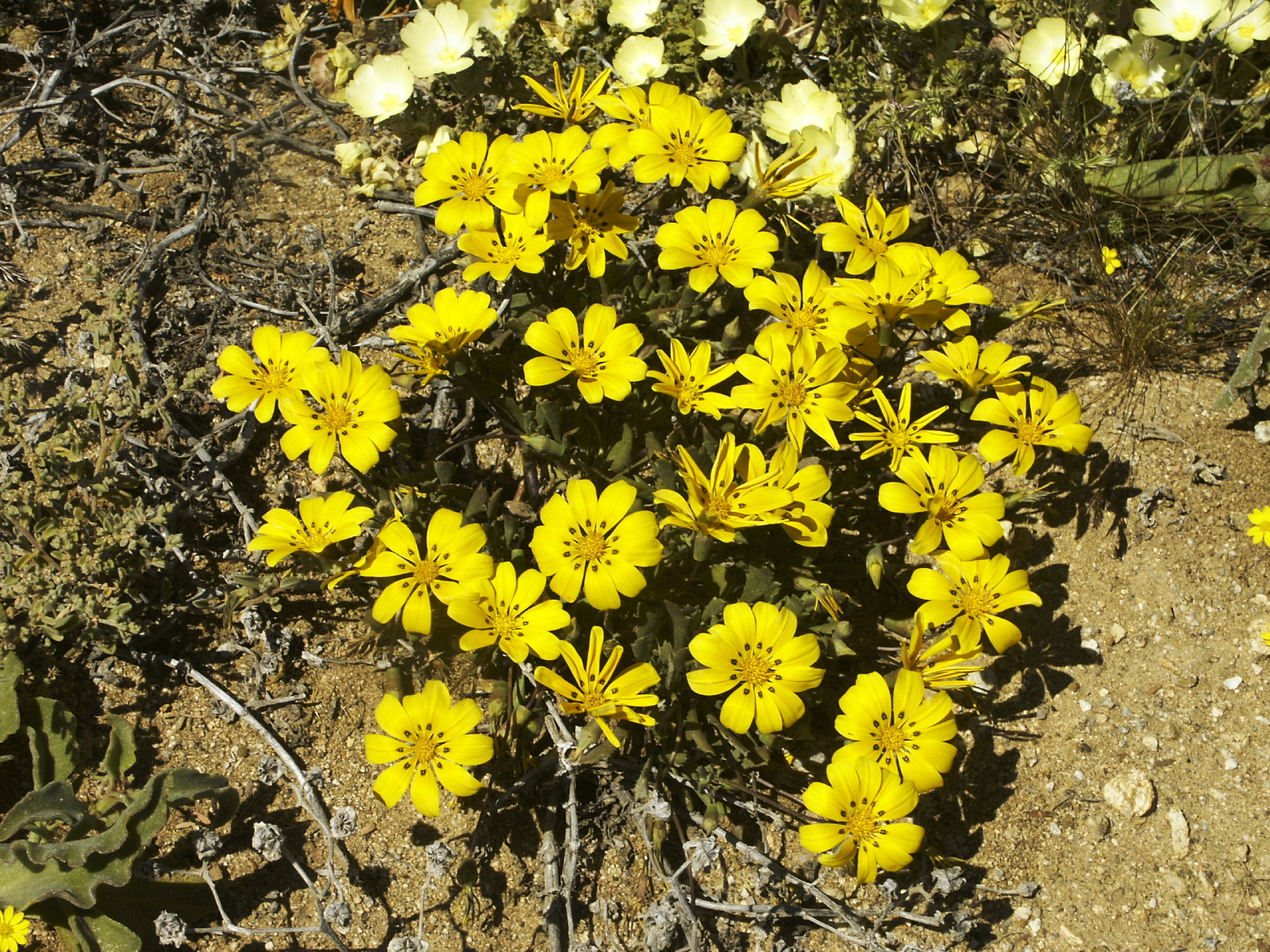
Gazania lichtensteinii Goegap N.R., Namaqualand, Northern Cape, South Africa
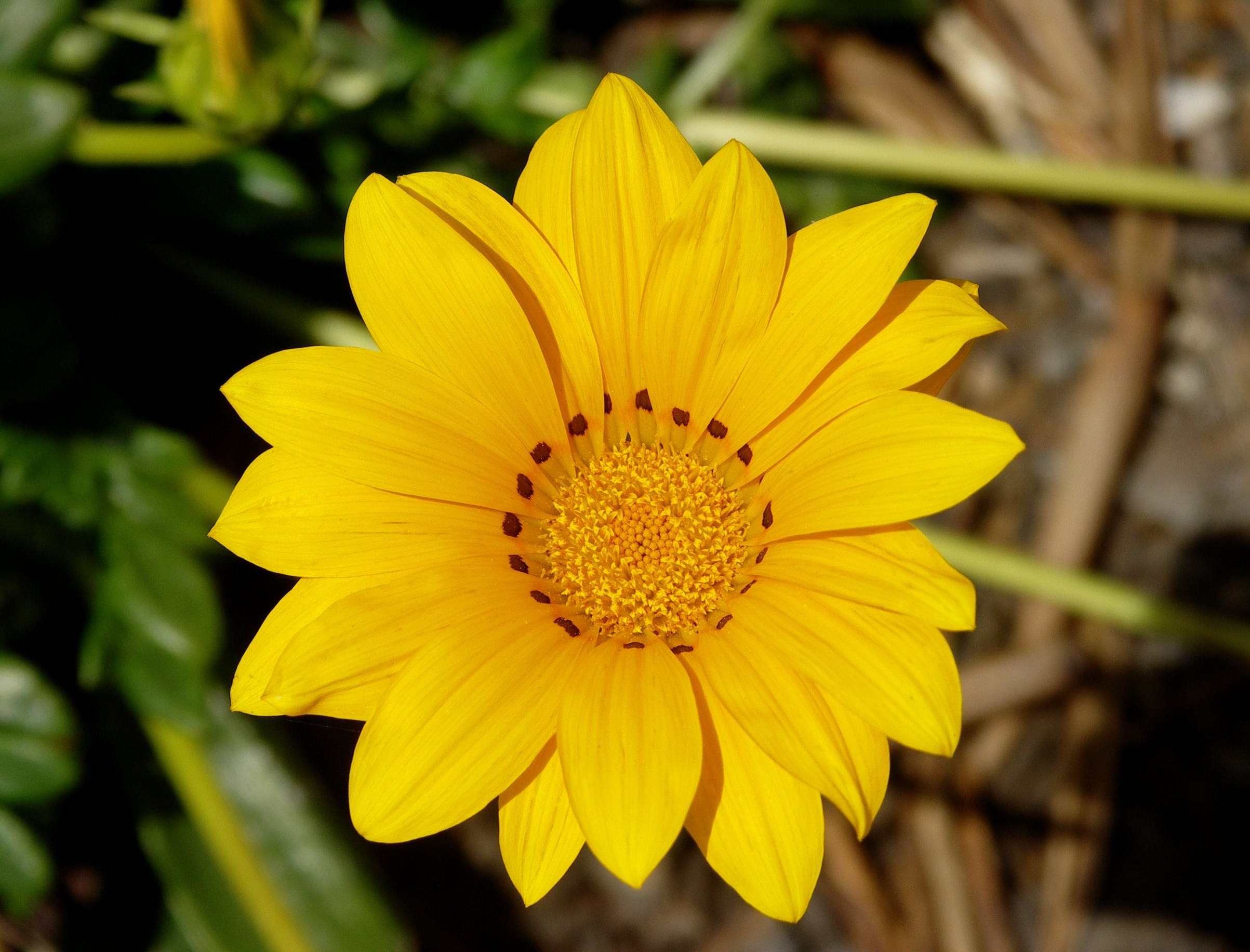
Gazania rigens (flower)
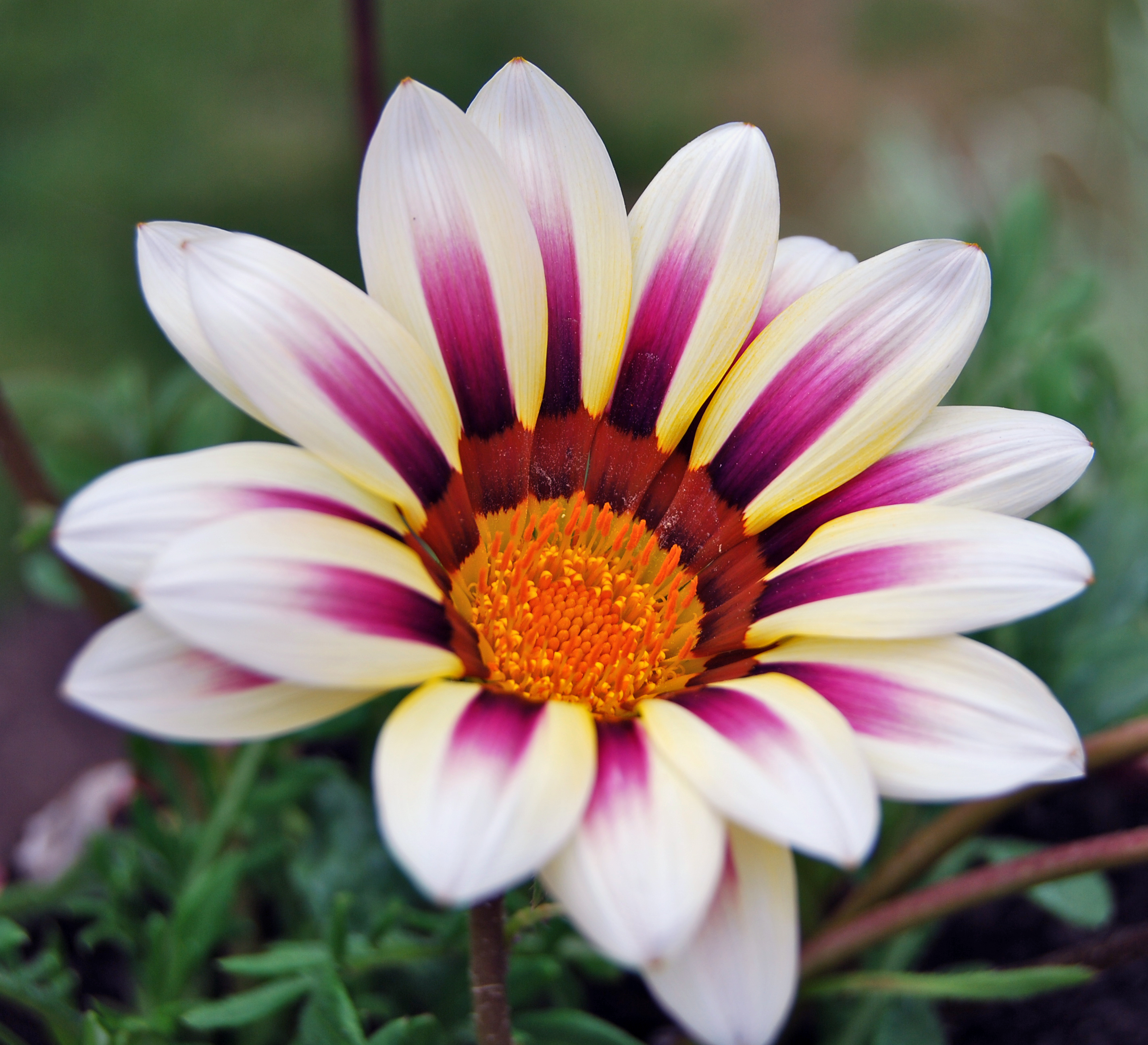
جازانيا بيضاء بنفسجية
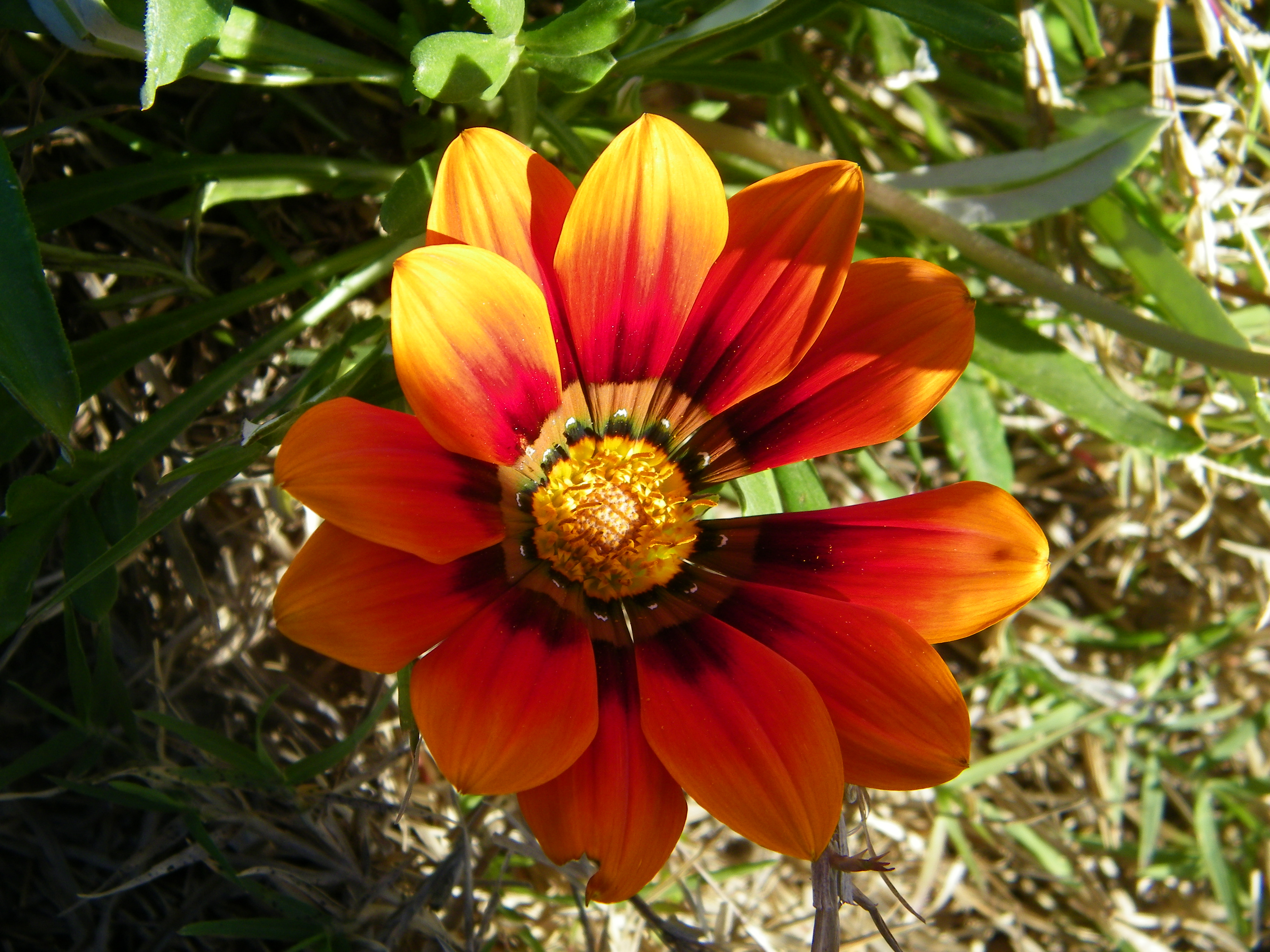
غازانيا في مصر
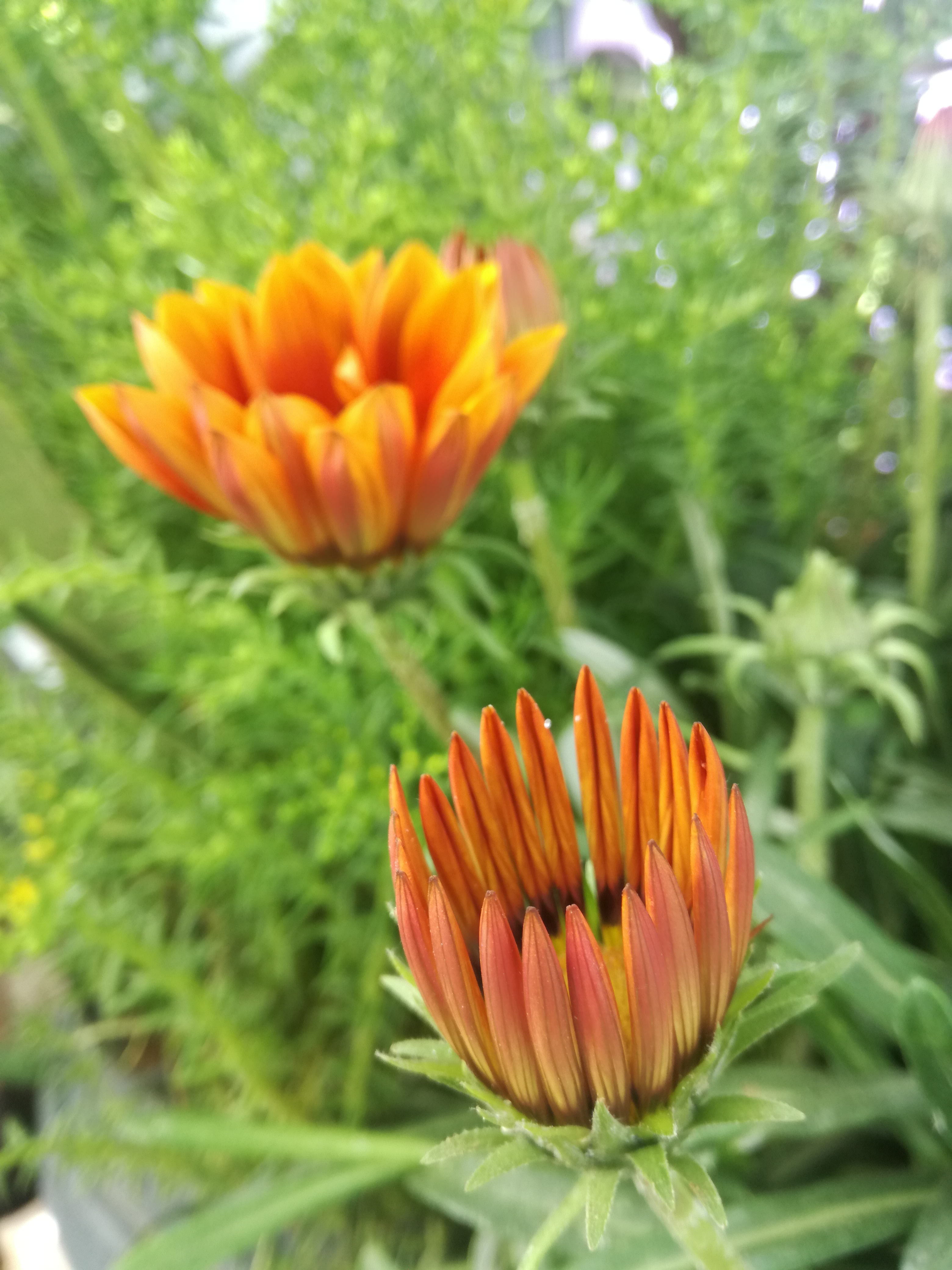
غازانيا في فلسطين
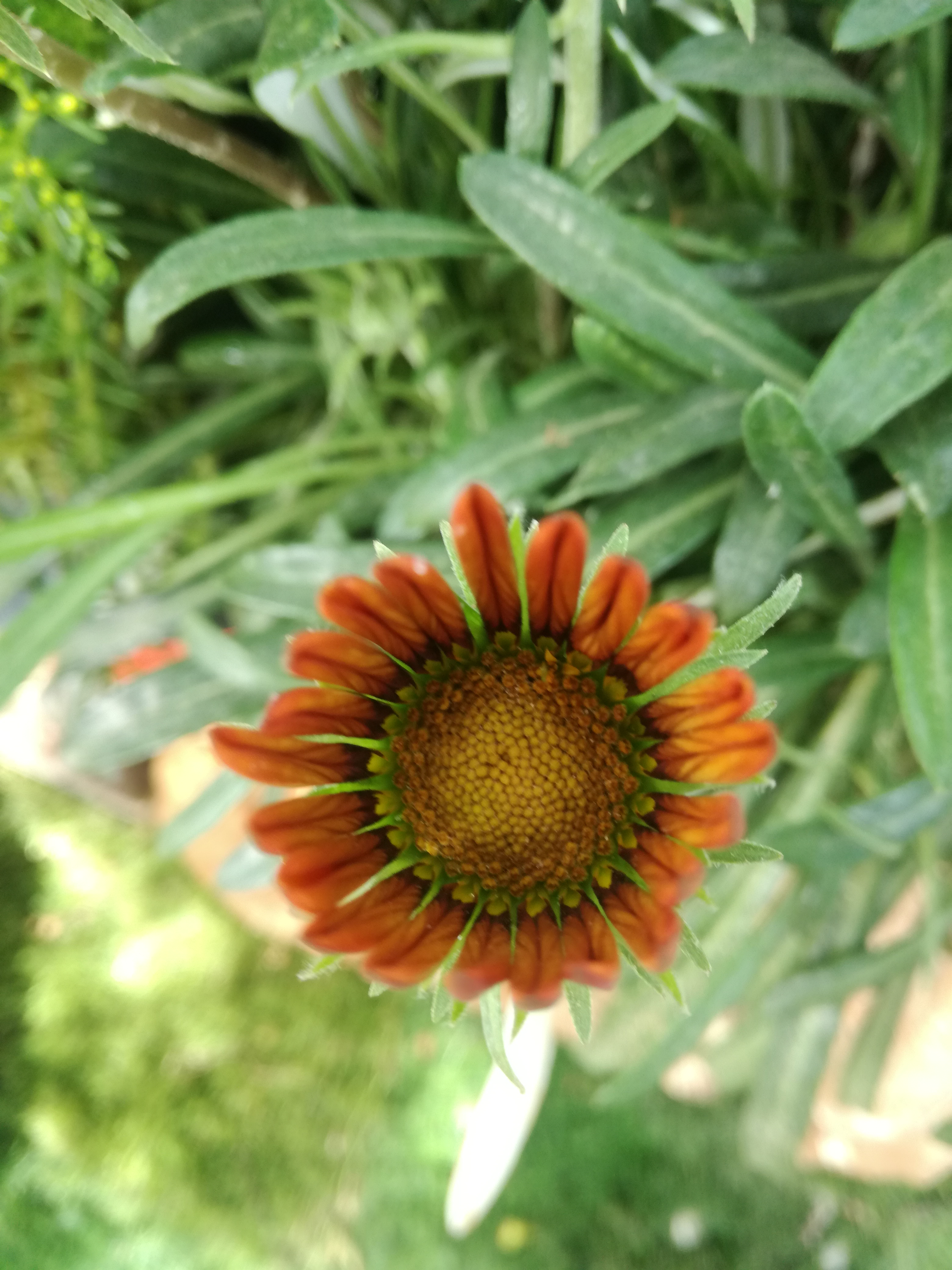
غازانيا في فلسطين